# Сања (песма)
Сања је поп сингл југословенске и српске музичке групе Алиса. Изашла је неколико седмица пре дебитантског албума Алиса (1985), на ком се налази као прва песма. Сматра се једном од најлепших љубавних музичких песама у историји српског и југословенског попа. Популарност је убрзо стекла широм СФРЈ, а албум је продат у приближно сто хиљада примерака. Песма је magnum opus групе Алиса.
Године 2021. била је најслушанија поп песма у оквиру Сокоја.

## Продукција
Фронтмен групе Алиса Мирослав Живановић Пиле рекао је да је песму Сања направио Јован Стојиљковић. Он је почео да је пише приликом једног дружења између Пилета и њега. Исте ноћи су завршили прву строфу. Пиле је говорио да следећег јутра нису били свесни шта су направили.

Песма је посвећена Сањи Перић из Смедеревске Паланке.

„Kомплетан материјал за деби албум урадио је Јован Стојиљковић, тако и текст за нумеру Сања. Знали смо о коме се ради, уживали смо и у музици, а поготово у тексту. Можда изгледа смешно, али да није било Сање, питање је у ком смеру би ишла каријера бенда, јер у каснијем добу стваралаштва ниједна, баш ниједна, нумера није достигла популарност „Сање”. Наравно да је ту било одличних и радо слушаних нумера, сасвим пристојних албума, али ниједан на себи није имао такав мега хит као поменути дебитански албум.”